# Vestsjællands Lokalbaner
Vestsjællands Lokalbaner (VL) var et driftsselskab for de to privatbaner Odsherreds Jernbane (OHJ) og Høng-Tølløse Jernbane (HTJ). De blev sammenlagt i maj 2003 efter hidtil at have haft samdrift under navnet Holbæk Privatbaner.
Selskabet blev 1. januar 2009 sammenlagt med Østbanen og Lollandsbanen til selskabet Regionstog A/S, som dog fortsatte med at have hovedsæde i Holbæk til 2013. 1. juli 2015 indgik baner og selskab i Lokaltog.